# Relaciones Costa Rica-Suiza
Las relaciones Costa Rica-Suiza se refieren a las relaciones internacionales que existen entre Costa Rica y Suiza.

## Historia
Las relaciones consulares entre Costa Rica y Suiza se iniciaron en 1865. El primer agente consular de Suiza en Costa Rica fue nombrado en 1913.

## Relaciones diplomáticas
- Costa Rica tiene una embajada en Berna.[2]
- Suiza tiene una embajada en San José.[3]